# 圣塞尔格
圣塞尔格（法語：Saint-Cergue）是瑞士沃州的一个镇，位于沃州西北部，汝拉山脉南麓，平均海拔一千米以上。圣塞尔格有很好的滑雪场，每年冬季均有众多滑雪者前来。

## 姊妹城市
- 比利时费里埃

## 外部連結
- （法文）圣塞尔格官方网站